# Sepopa
Sepopa è un villaggio del Botswana situato nel distretto Nordoccidentale, sottodistretto di Ngamiland West. Il villaggio, secondo il censimento del 2011, conta 2.283 abitanti.

## Località
Nel territorio del villaggio sono presenti le seguenti 9 località:
- Kajaja 1 di 148 abitanti,
- Kajaja 2 di 99 abitanti,
- Kanana di 7 abitanti,
- Mokwelekgele di 5 abitanti,
- Thamache di 64 abitanti,
- Tsodilo Hills di 204 abitanti,
- Tsutsuruka di 6 abitanti,
- Upanda di 3 abitanti,
- Xamocha di 5 abitanti